# Ernst Julius von Seidlitz
Ernst Julius von Seidlitz (1695–1766), hrabě ze slezské větve Žejdliců ze Šenfeldu, pietista a zakladatel bratrských kolonií Gnadenfrei a Gnadenfeld.

## Život
Seidlitz působil na Pilavě, narodil se v roce 1695 v Mittel-Peilau a jako mladší syn zdědil po svém otci statek Schönbrunn nedaleko Střelína. Tam se v roce 1722 seznámil s Christianem Davidem. Stalo se tak v místním kostele po bohoslužbě, tento kostel byl později přestavěn a v roce 1945 byl zlikvidován. Seidlitz se od Davida dozvěděl o hraběti Zinzendorfovi i o pobělohorských exulantech a stal se přívržencem vznikající moravské církve v Ochranově. Se Zinzendorfem si později dopisoval. V návaznosti na tyto okolnosti se panství Schönbrunn stalo opěrným bodem pro putující exulanty – ti ve svých v Ochranově dochovaných životopisech označují Seidlitze jako svého dobrodince.

### Uvěznění a osvobození
V roce 1734 se hrabě Seidlitz s několika svými přívrženci odstěhoval ze Schönbrunnu do Ober-Peilau, kde pořádal v zámku evangelické pobožnosti pro lidi ze sousedství a širokého okolí. Kvůli tomu byl předvolán vládními úředníky do Javoru, kde mu tato činnost byla (v rekatolizované Habsburské monarchii) zakázána. Dne 9. července 1739 byl hrabě znovu v Javoru vyslýchán a poté ihned uvězněn. Širší rodina se marně snažila dostat jej na svobodu. Po smrti Karla VI. vpadla dne 16. prosince 1740 do Slezska vojska pruského krále a začala 1. slezská válka, což kromě jiného vedlo i k tomu, že dne 21. prosince 1740 byl Ernst Julius Seidlitz pruskými vojáky z vězení vysvobozen. Výsledkem války bylo, že část Slezska změnila majitele a vzniklé Pruské Slezsko, kde se nacházel i majetek rodu Žejdliců, bylo v držení protestantského panovníka.

### Po změně zeměpánů
V nových poměrech a v době nepřítomnosti Zinzendorfa se pod vedením Seidlitze formoval na jeho statcích první slezský sbor obnovené Jednoty bratrské. Dne 25. prosince 1742 udělil Fridrich II. bratřím generální koncesi, kterou je vyjmul z pravomoci luterské konzistoře a uznal je jako samostatnou církev.
Podle ochranovského vzoru založil hrabě Seidlitz pro exulanty dne 13. ledna 1743 vesnici a pojmenoval ji na památku svého osvobození Gnadenfrei, tj. v překladu: „Osvobozen z Boží milosti“. Druhá kolonie moravských bratří dostala jméno Gnadenfeld a byla založena na pozemcích koupených z peněz získaných při prodeji Schönbrunnu.
Po roce 1945 připadly obě bratrské vesnice Polsku, stávající obyvatelé byli vyhnáni, jejich majetek byl rozkraden, archiválie byly spáleny a znám není ani osud exulantských náhrobních kamenů z Božích polí. Kde má hrob hrabě Ernst Julius von Seidlitz rovněž není známo.

## Galerie

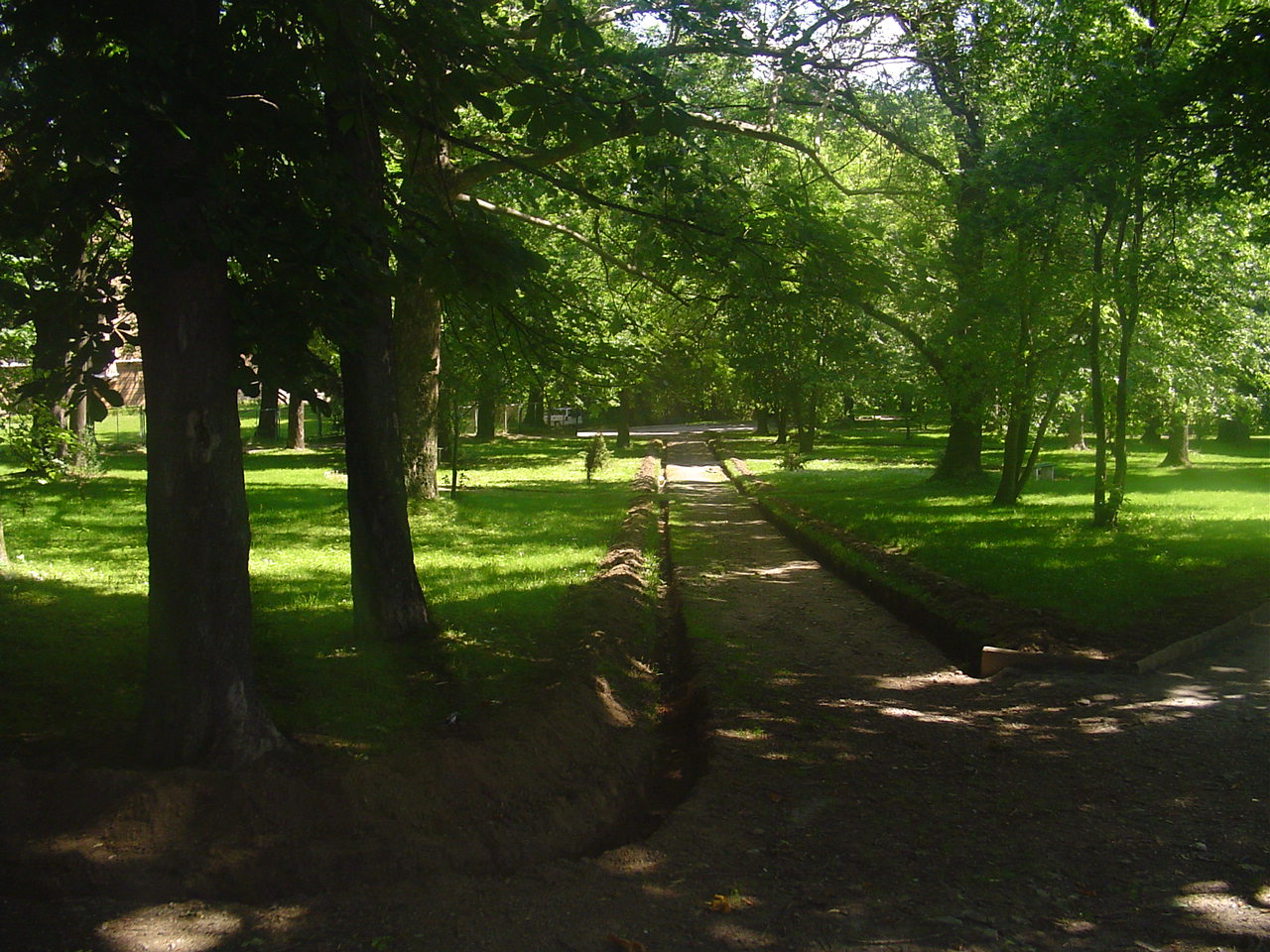
Boží pole – Piława Górna
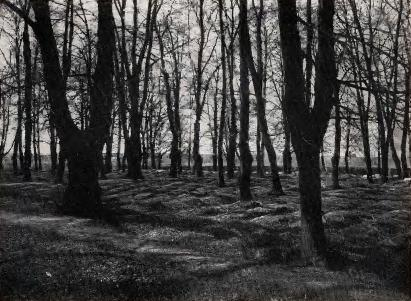
Boží pole – Gnadenfeld
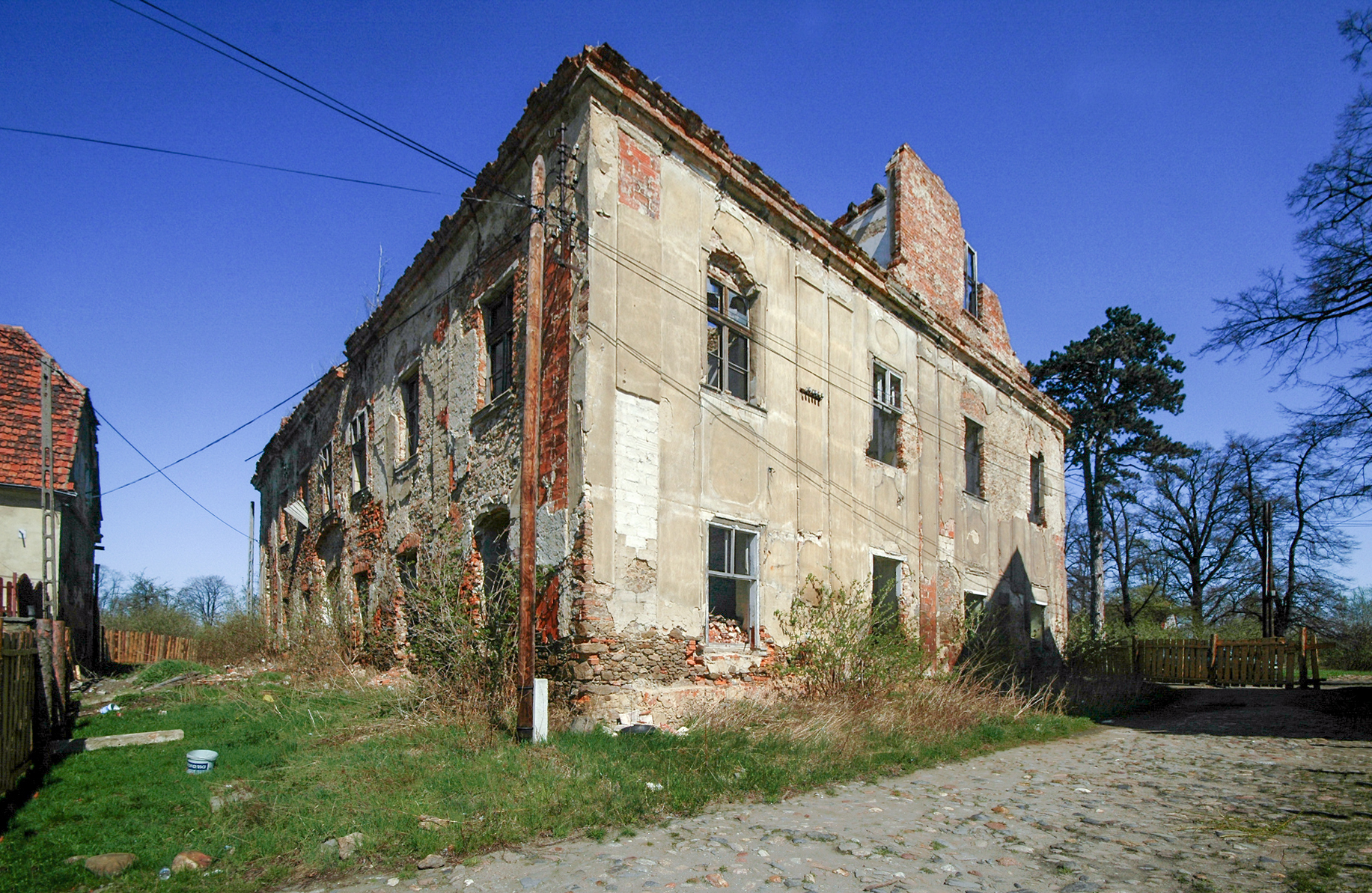
Sídlo jeho otce – Piława Dolna
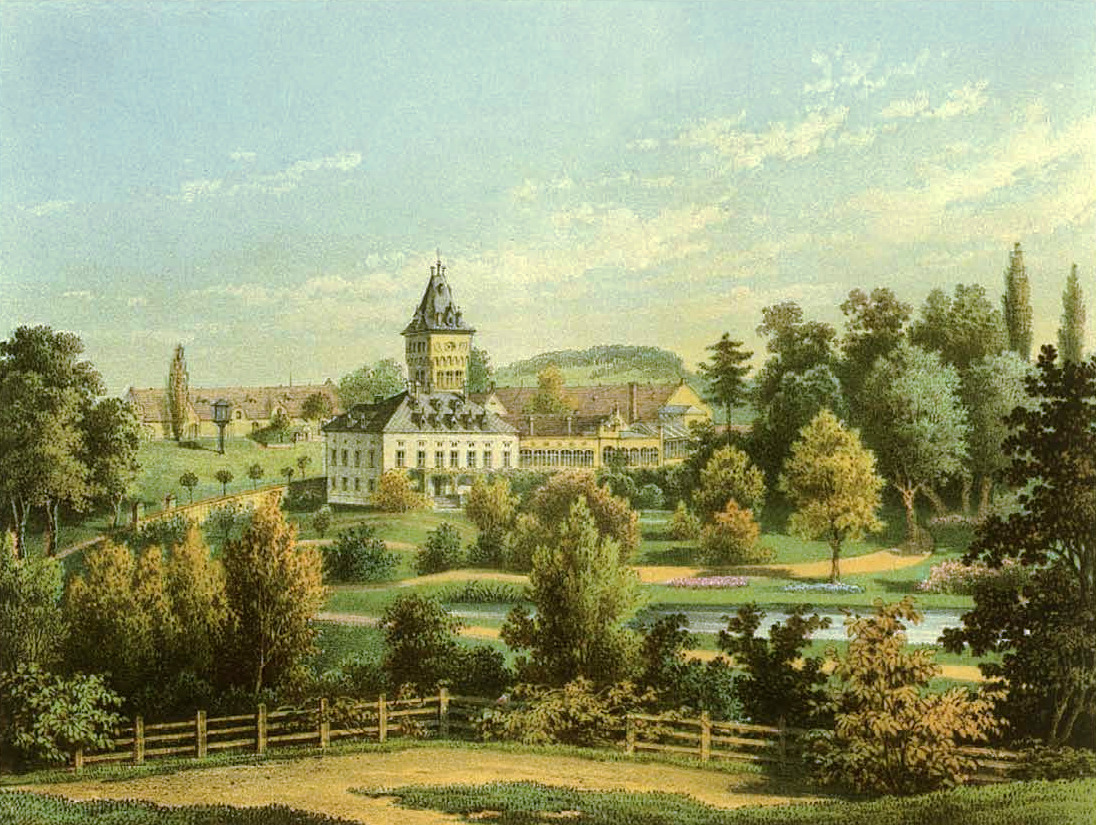
Piława Górna – zámek
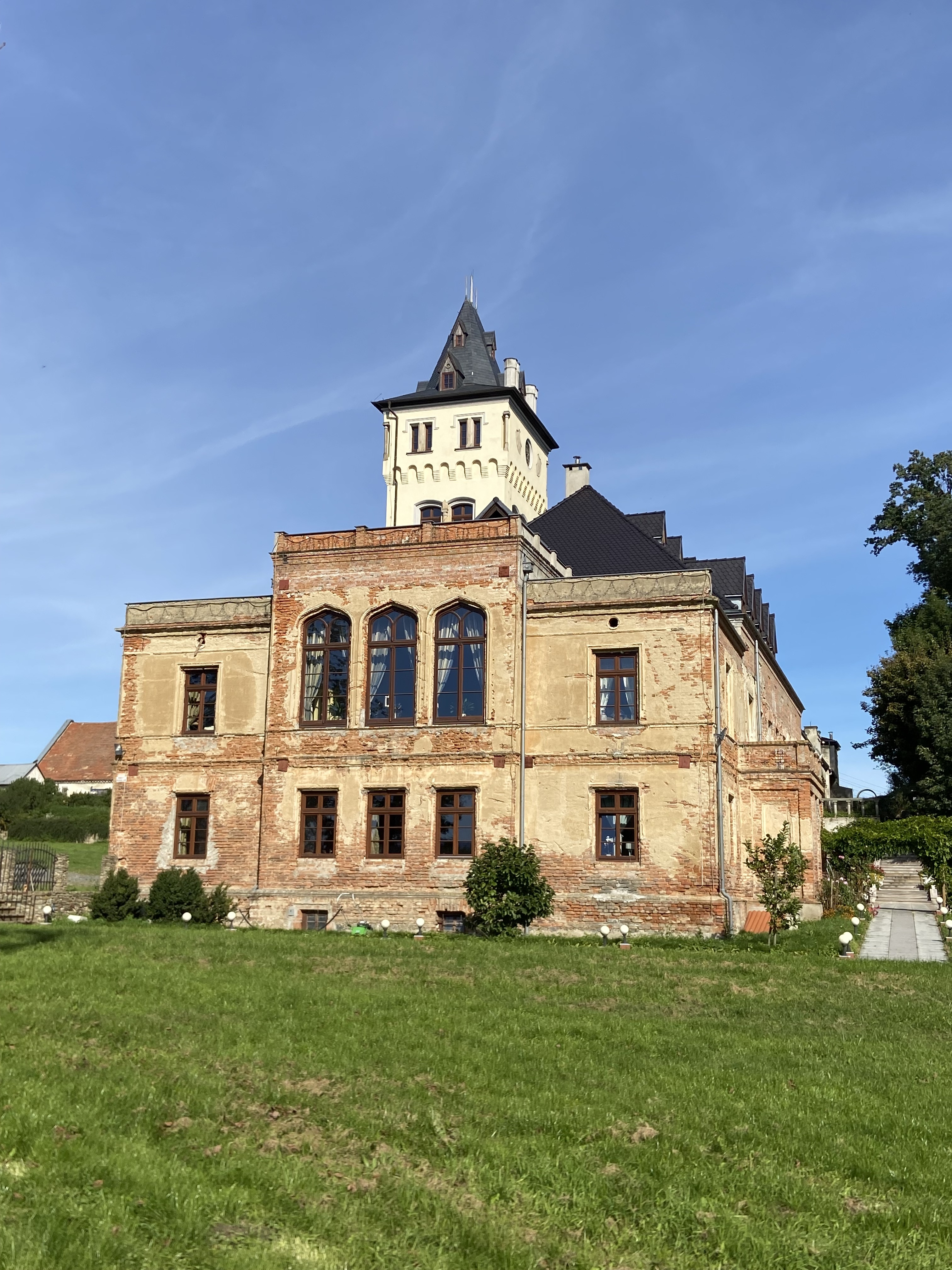
PG – zámek (1921)